# Грюо, Рене
Рене́ Грюо́ (фр. René Gruau), настоящее имя — граф Рена́то Дзава́льи Риччарде́лли делла Камина́те (итал. Count Renato Zavagli Ricciardelli della Caminate; 4 февраля 1909[…], Римини, Эмилия-Романья — 31 марта 2004[…], Рим) — художник-иллюстратор.
Создавший образы рекламных компаний Christian Dior, Balenciaga, Yves Saint Laurent и других модных Домов.

## Биография
Рене родился 4 февраля 1909 года в семье итальянского аристократа (отец Рене — итальянский граф Делла Каминате) и французской графини. Когда Рене Грюо исполнилось 15 лет, он вместе с матерью приехал в Париж.
В двадцать лет он уже работал модельером, но затем решил посвятить себя модной иллюстрации.
Первым журналом, с которым Рене заключил контракт, стал L’Officiel; после первой же публикации на Рене посыпались денежные заказы.
Когда Кристиан Диор запускал новый аромат — Miss Dior — он обратился к Рене Грюо. Этот заказ положил начало продолжительному сотрудничеству, которое принесло Грюо славу и состояние. Рене становится узнаваемым художником.
Во время Второй мировой войны Грюо, хотя и потерял многих своих клиентов, продолжал работу с Кристианом Диором и некоторыми журналами.
Во время войны Рене, рискуя своей карьерой, а то и жизнью, помогал еврейским беженцам.
Скончался 31 марта 2004 года. Похоронен на монументальном кладбище Римини.